# Tetracanthella travei
Tetracanthella travei är en urinsektsart som beskrevs av Louis Deharveng 1987. Tetracanthella travei ingår i släktet Tetracanthella och familjen Isotomidae. Inga underarter finns listade i Catalogue of Life.